# Рахисы папоротника

Рахисы папоротника

Рахисы папоротника — молодые, ещё не развернувшиеся во время вегетации побеги папоротника, также известны как улитки папоротника. Рахис — ботаническое название сложного листа, состоящего из центральной жилки с черешком. Рахисы некоторых папоротников съедобны и заготавливаются в пищу во многих регионах. Они содержат антиоксиданты, омега-3 и омега-6 жирные кислоты с высоким содержанием железа и клетчатки.

## Кулинарное использование

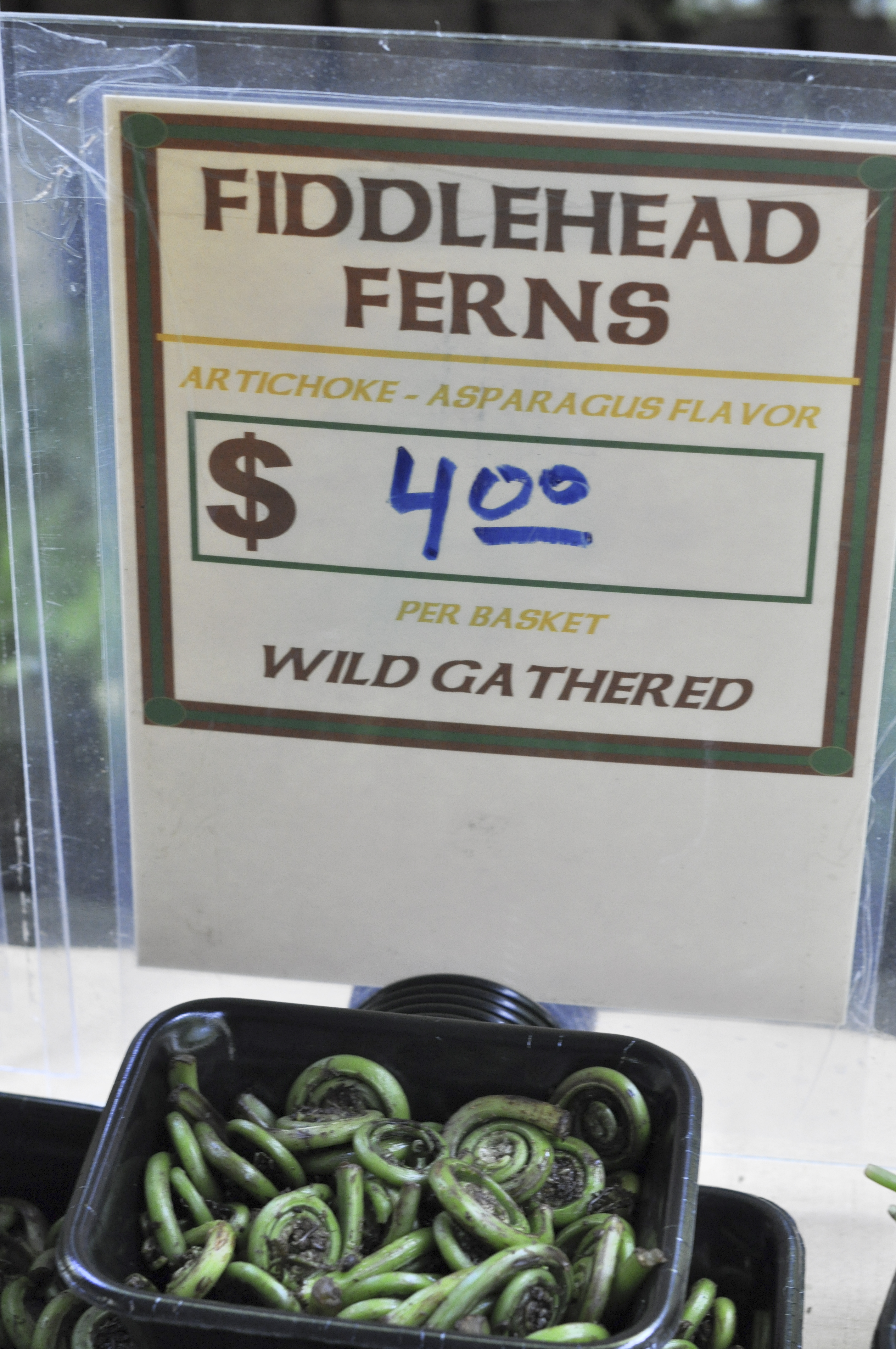
Рахисы на фермерском рынке в Портленде, штат Орегон, США

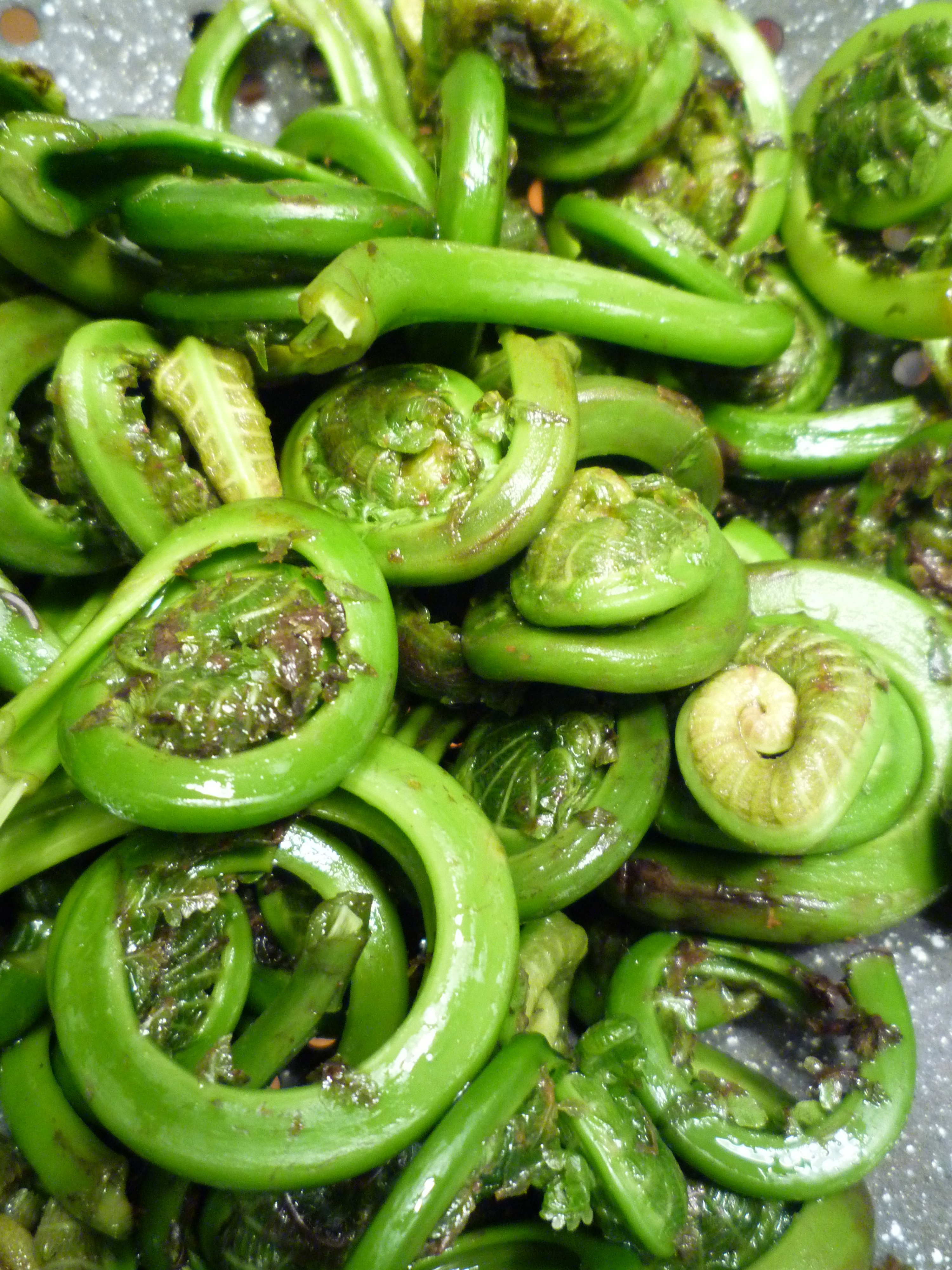
Только что собранные и промытые рахисы страусника обыкновенного

Рахисы некоторых папоротников съедобны и готовятся как овощи. Наиболее популярные из них:
- Многорядник защищённый (Polystichum munitum)
- Орляк обыкновенный (Pterídium aquilínum)
- Страусник обыкновенный (Matteuccia struthiopteris )
- Кочедыжник женский, или Папоротник женский (Athyrium filix-femina)
- Чистоуст азиатский[англ.], или Чистоуст коричный (Osmunda cinnamomea)
- Чистоуст величавый, или Чистоуст королевский (Osmunda regalis)
- Чистоуст японский[англ.], или Осмунда японская (Osmunda japonica)
- Диплазиум съедобный (Diplazium esculentum)

Рахисы папоротника входили в рацион жителей обширной территории Северной Франции с раннего Средневековья, а населения Азии и коренных американцев на протяжении веков. Хотя рахисы папоротника и продают в некоторых супермаркетах и подают в ресторанах, в большинстве стран они не культивируются и доступны только сезонно. В Японии, где они пользуются популярностью, выращивают вараби (орляк обыкновенный) и зенмай (чистоуст японский). Огромное количество папоротниковых рахисов потребляется в Японии, Южной Корее и Китае.
В России собирают рахисы для употребления и экспорта в основном в Приморском, Хабаровском и Камчатском краях.

### В восточноазиатской кухне
В Индонезии молодые побеги папоротника готовят в густом кокосовом соусе с пряностями: перцем чили, калганом, цимбопогоном, листьями куркумы. Это национальное блюдо индонезийской народности минангкабау называется Gulai Paku. В Восточной Азии рахисы орляка обыкновенного едят как овощи, называя их вараби (蕨) в Японии, косари (고사리) в Корее, и цзюэцай (蕨菜) в Китае и Тайване.
В Корее типичным панчханом (небольшой гарнир) является косари-намуль (고사리 나물), который состоит из пассерованных папоротниковых рахисов, корейцы их также используют для популярного блюда пибимпап.
В Японии рахисы орляка являются ценным блюдом. Там их относят к сансай (съедобные дикоросы), среди них зенмай (ゼンマイ; 薇) — чистоус японский, когоми (コゴミ) — страусник обыкновенный, и вараби (ワラビ; 蕨) — орляк обыкновенный.

### В индийской кухне
На Индийском субконтиненте рахисы употребляют в гималайских северных и северо-восточных штатах Индии.
В Городе Куллу штата Химачал-Прадеш известно локальное употребление блюда лингри и достаточно распространённое блюдо из квашеных рахисов лингри ка акаар.
В долине Кангра штата Химачал-Прадеш это блюдо называется лунгду на местном наречии кангри.
В регионе Гархвал штата Уттаракханд папоротниковые рахисы называют лангуда и едят как овощи.
В городе Дарджилинг и штате Сикким блюдо из рахисов называются нигуро (निगुरो) (из непальской кухни), их маринуют и смешивают с местным сыром.
В штате Ассам их называют дхекийя и используют в качестве гарнира.
В городе Джамму союзной территории Джамму и Кашмир рахисы называют кашрод (कसरोड). Самым известным национальным блюдом этнической группы догра является кашрод ка акаар, в котором используют квашеные рахисы папоротника. Их также готовят в виде сухого овощного гарнира, чтобы употреблять с индийскими лепёшками роти или парата.

### В непальской кухне
В Непале из папоротниковых рахисов готовят сезонное блюдо, которое называется нигуро (निगुरो), предпочитаемое в качестве овощного гарнира, часто приготавливаемое на местном топлёном масле. В этой стране рахисы папоротника также маринуют.

### В североамериканской кухне
Рахисы папоротника называют fiddlehead ferns в США и англоговорящих провинциях Канады, а также tête de violon во франкоговорящих провинциях Канады. Оба эти термина переводятся как голова скрипки. В большинстве своём в Северной Америке употребляют рахисы страусника обыкновенного, они появляются весной в диких влажных лесах северо-восточных районах континента. Папоротниковые рахисы являются традиционным блюдом на севере Новой Англии (особенно штат Мэн) в США, и в Квебеке, Онтарио и Приморских провинциях в Канаде. Рахисы также экспортируются в свежем и замороженном состоянии. Как правило, прежде чем есть горячими, их готовят на пару или варят. Затем смешивают с голландским соусом, маслом и лимонным соком или уксусом. Охлаждённые рахисы используют в салат или просто с майонезом.
Для малеситов папоротниковые рахисы считались лекарственными и применялись в качестве продуктов питания, они собирались в больших количествах в течение относительно короткого сезона, прежде чем развернутся.
В Северной Америке Рахисы доступны на рынке в течение всего нескольких недель весной и довольно дороги. Однако маринованные и замороженные рахисы можно найти в некоторых магазинах круглый год.

### Рахисы съедобных папоротников

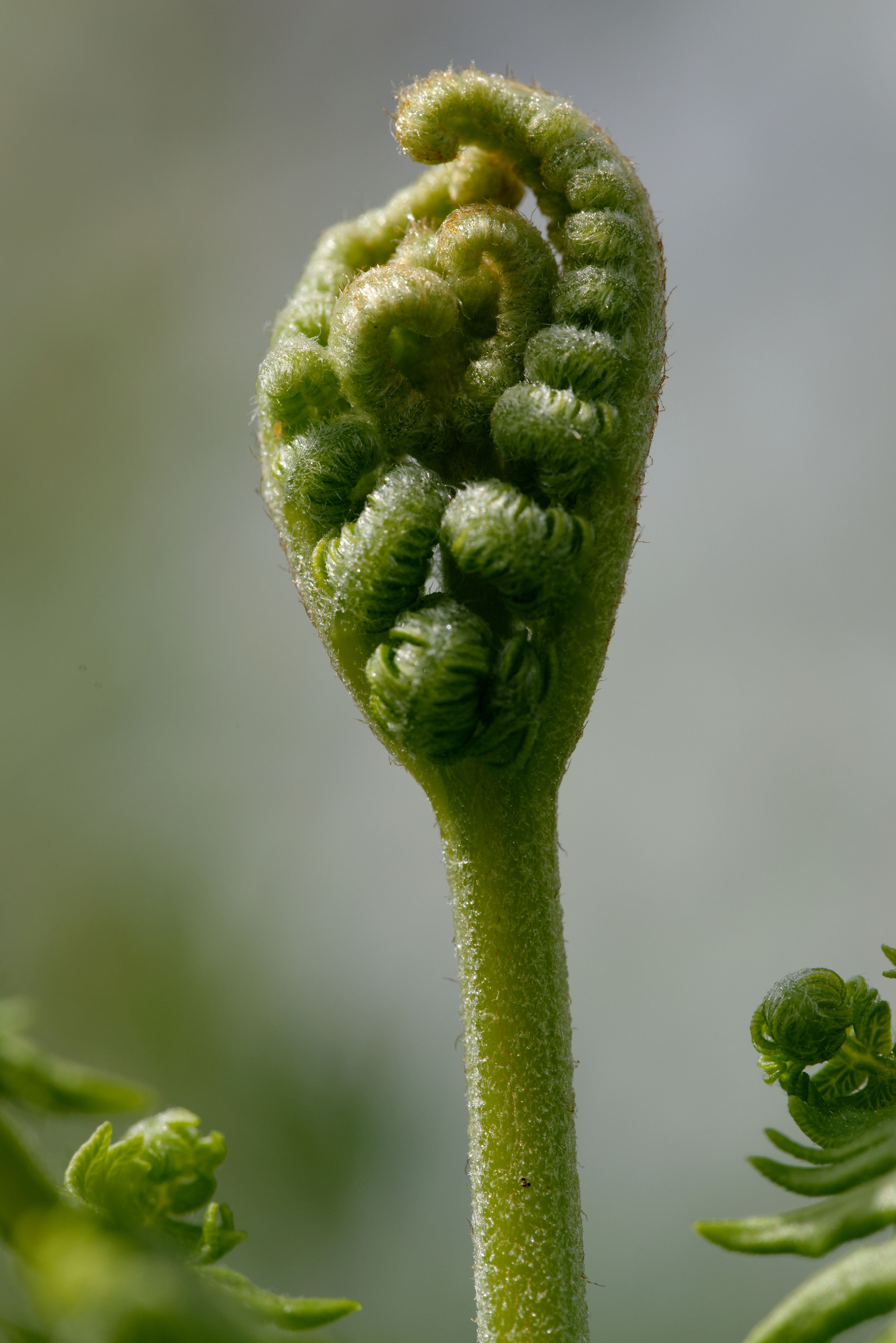
Орляк обыкновенный
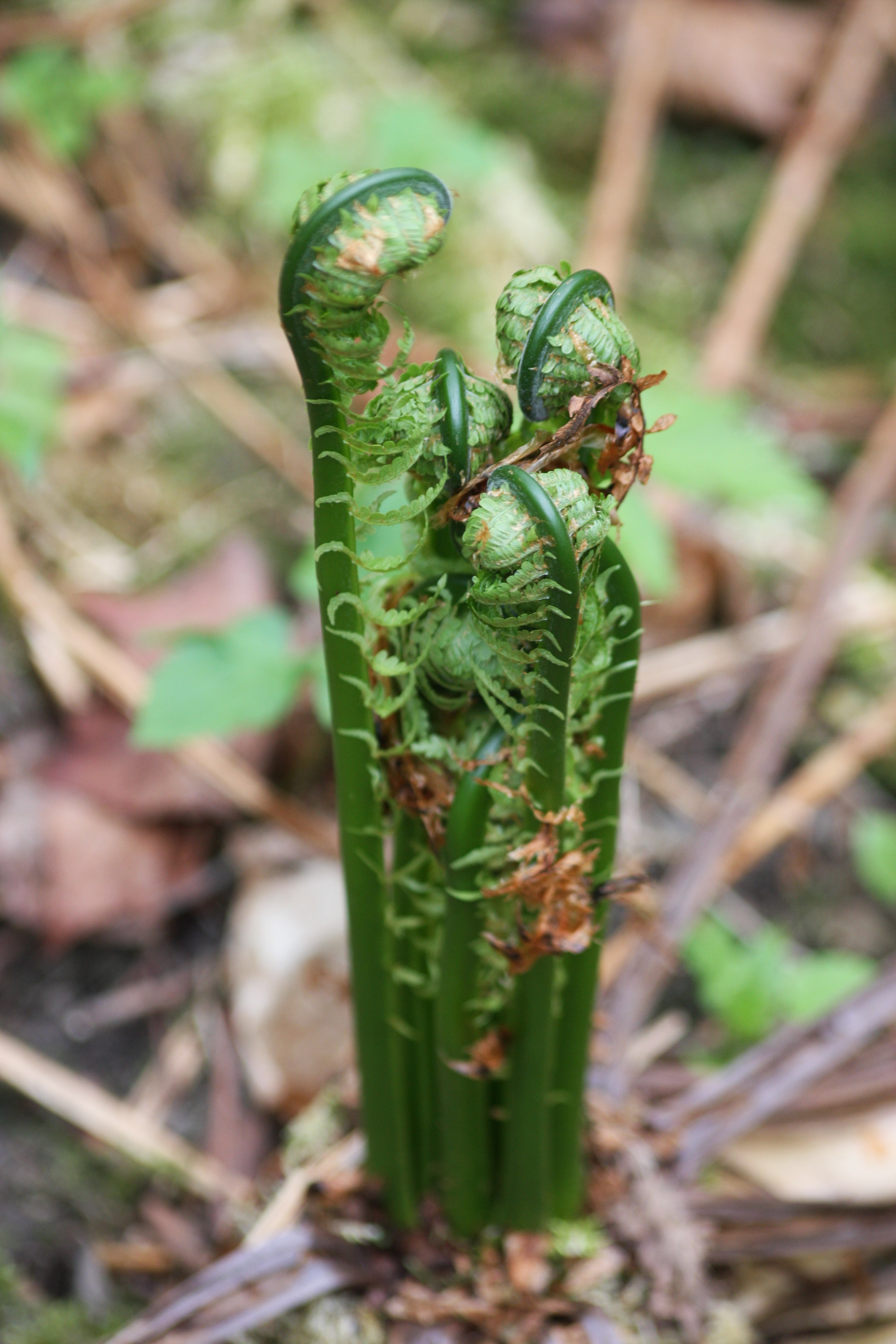
Страусник обыкновенный
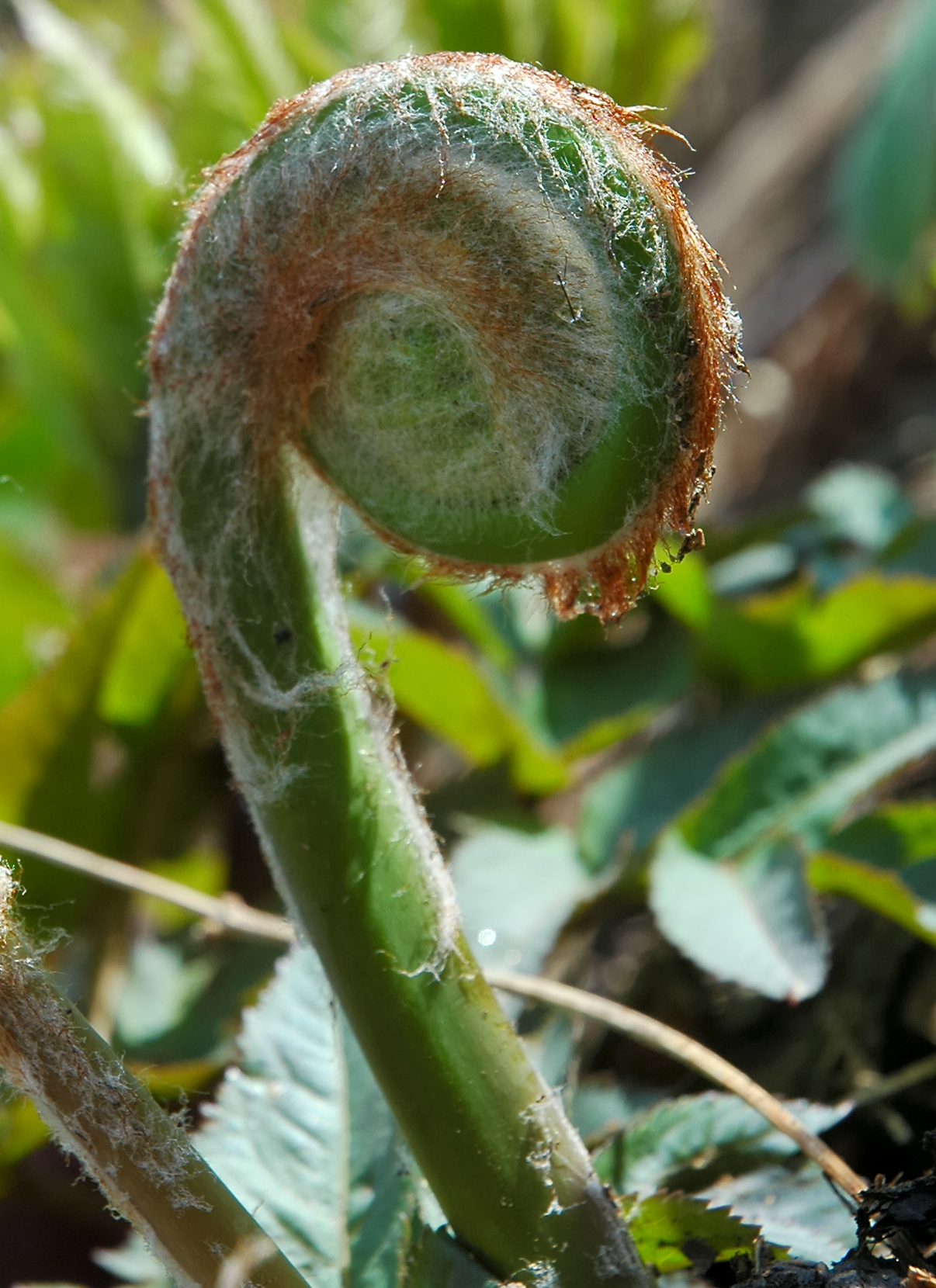
Чистоус японский
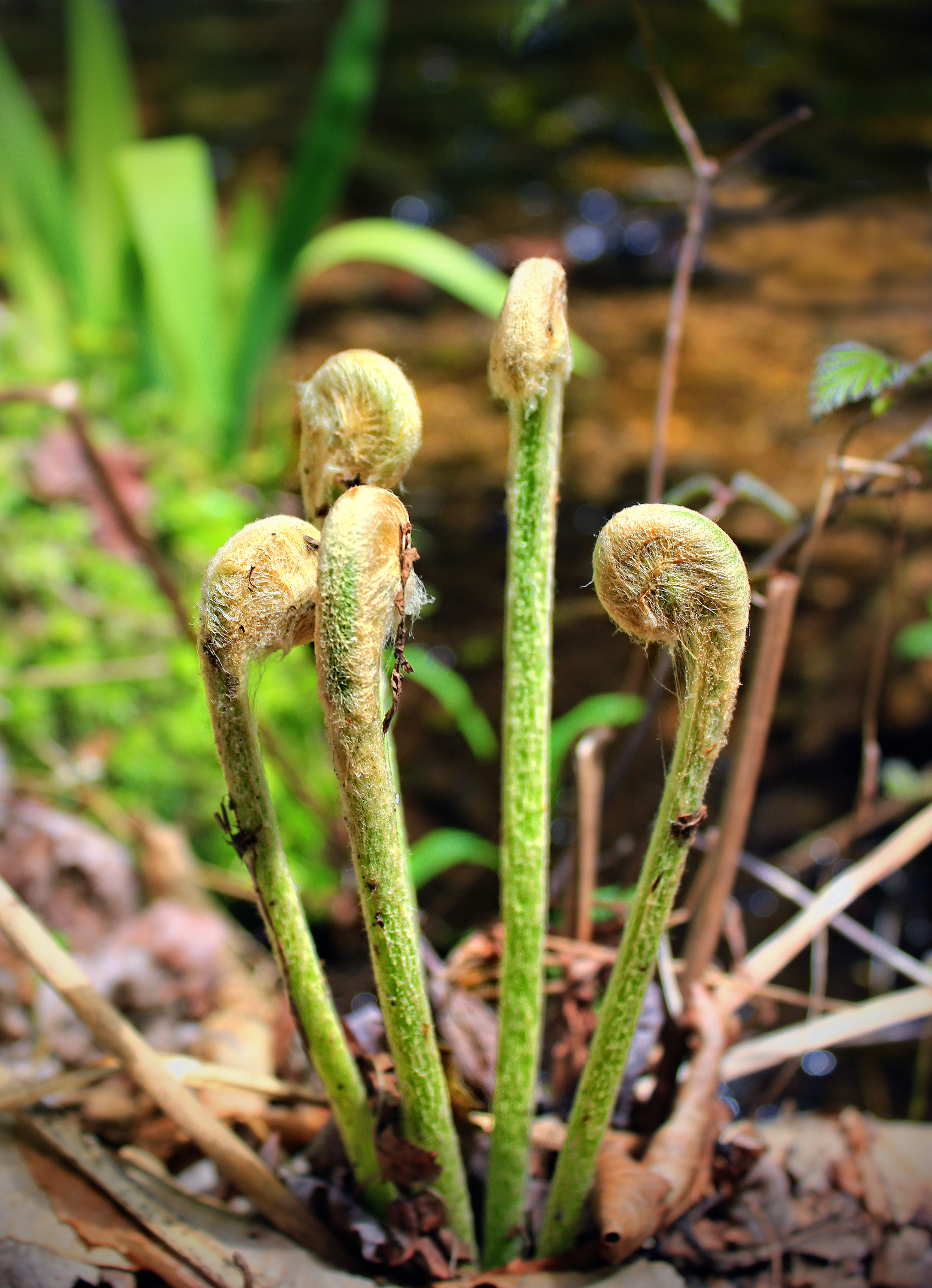
Чистоус азиатский
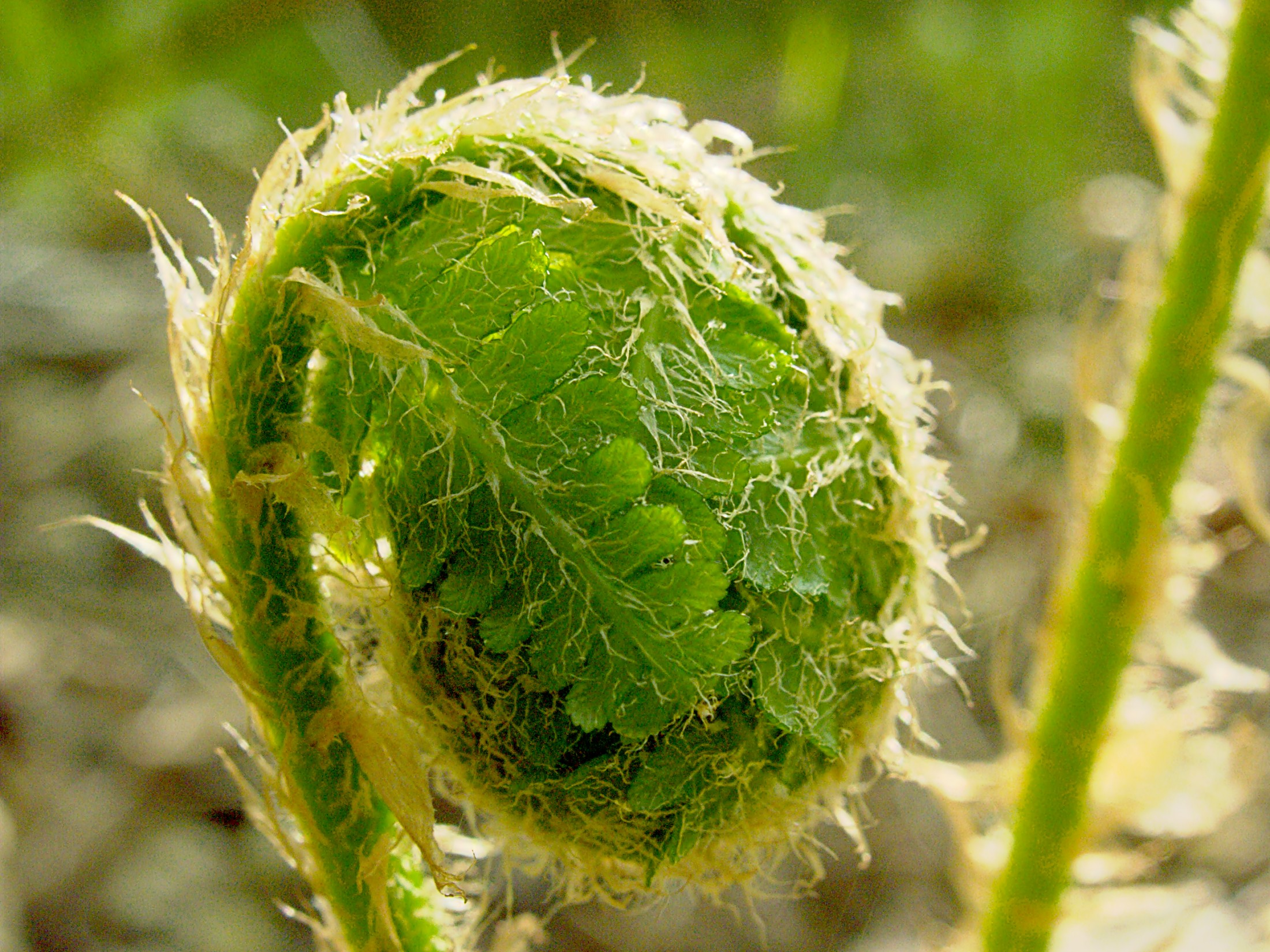
Кочедыжник женский
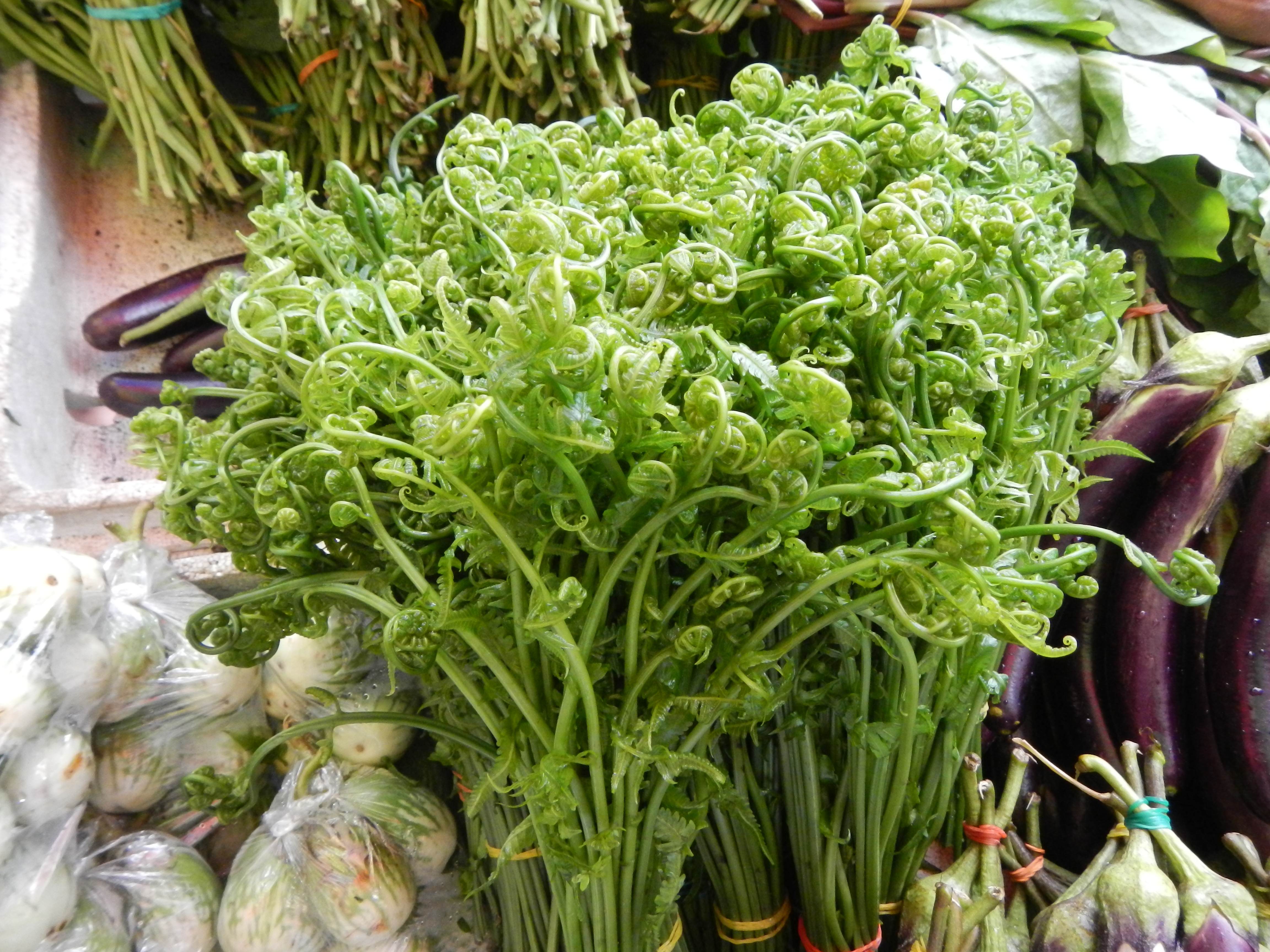
Диплазиум съедобный

### Блюда из папоротниковых рахисов

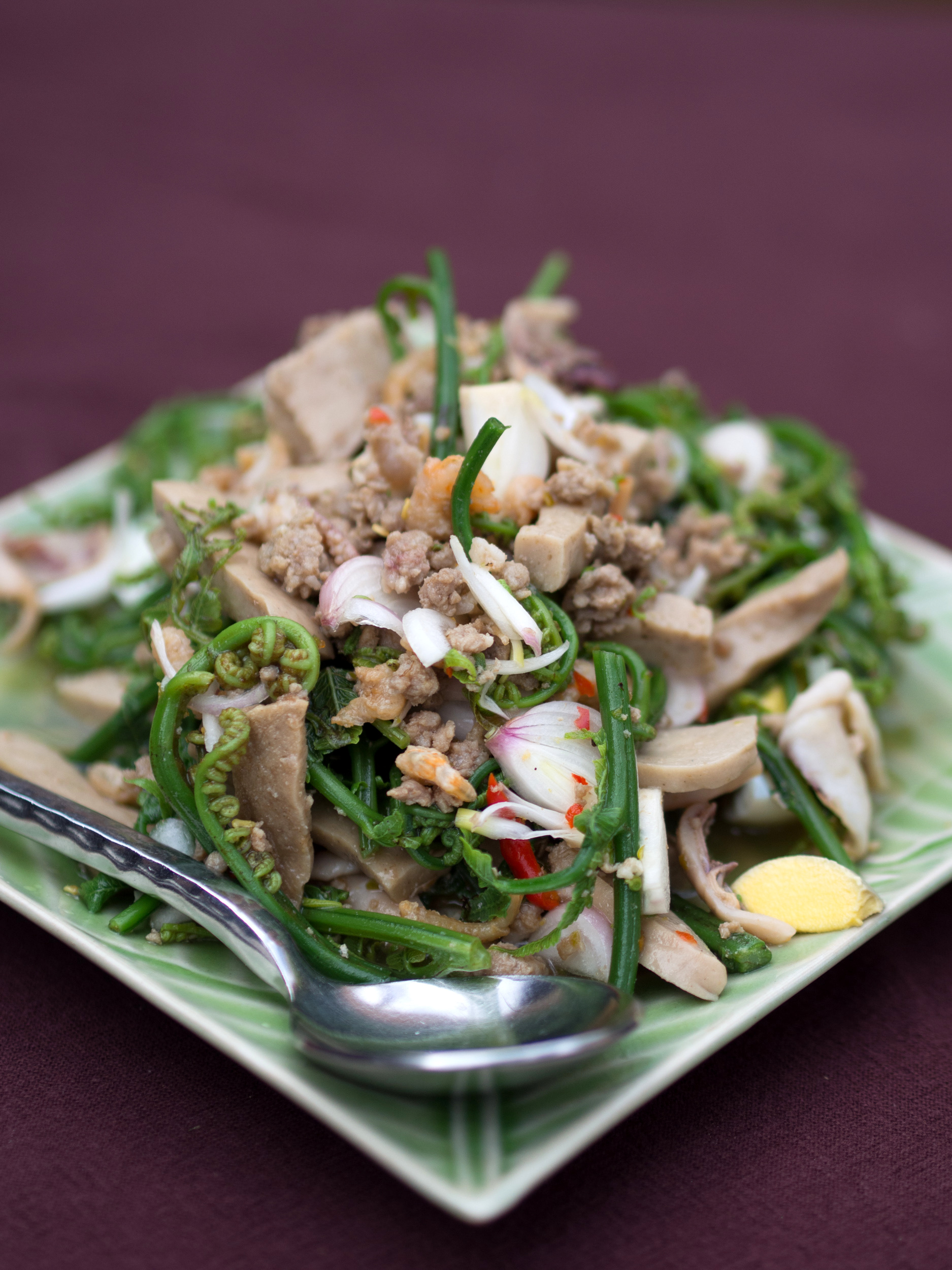
Диплазиум съедобный  в Ям Пак Кут, Таиланд
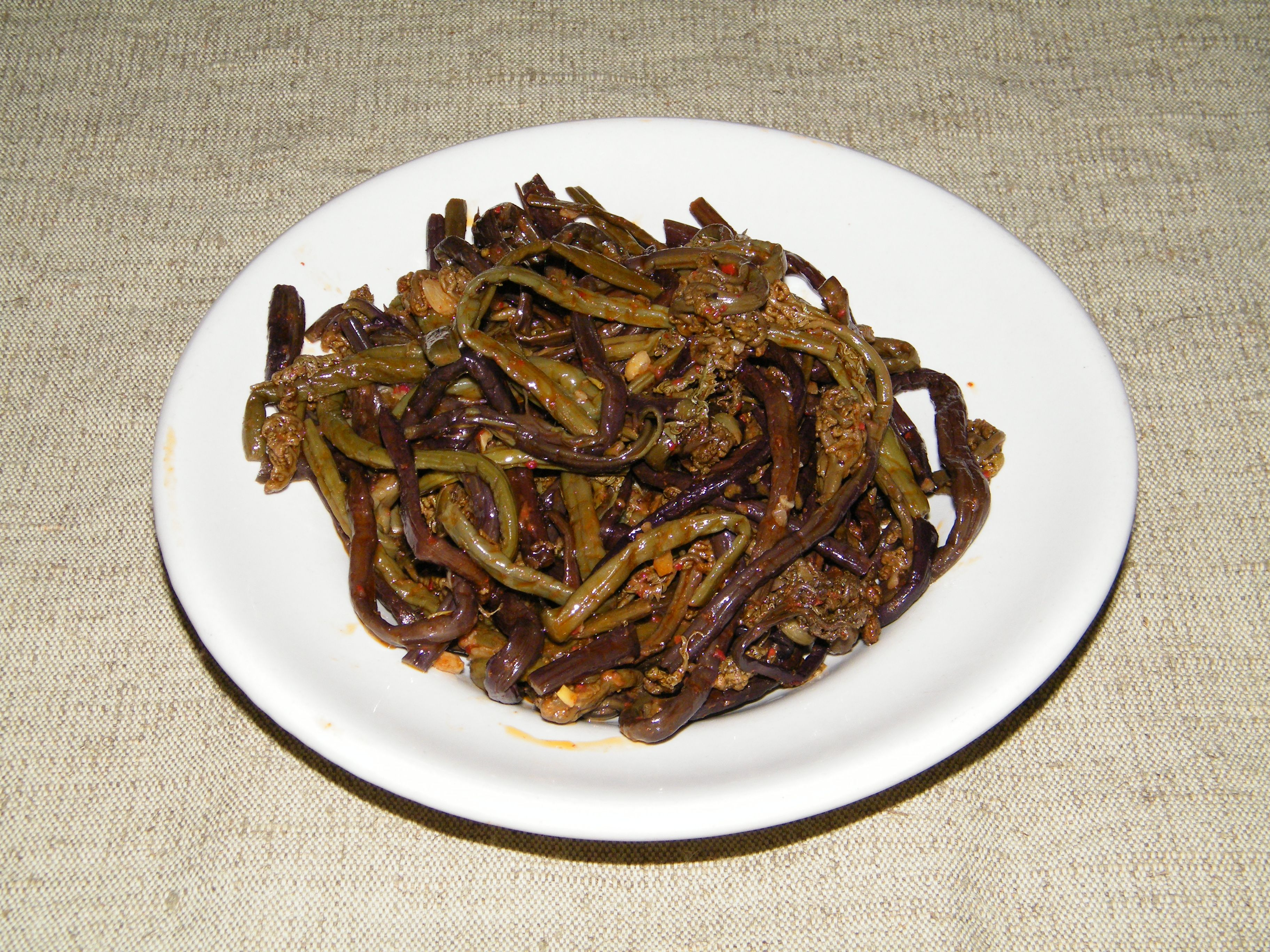
Салат из маринованных рахисов орляка, Россия
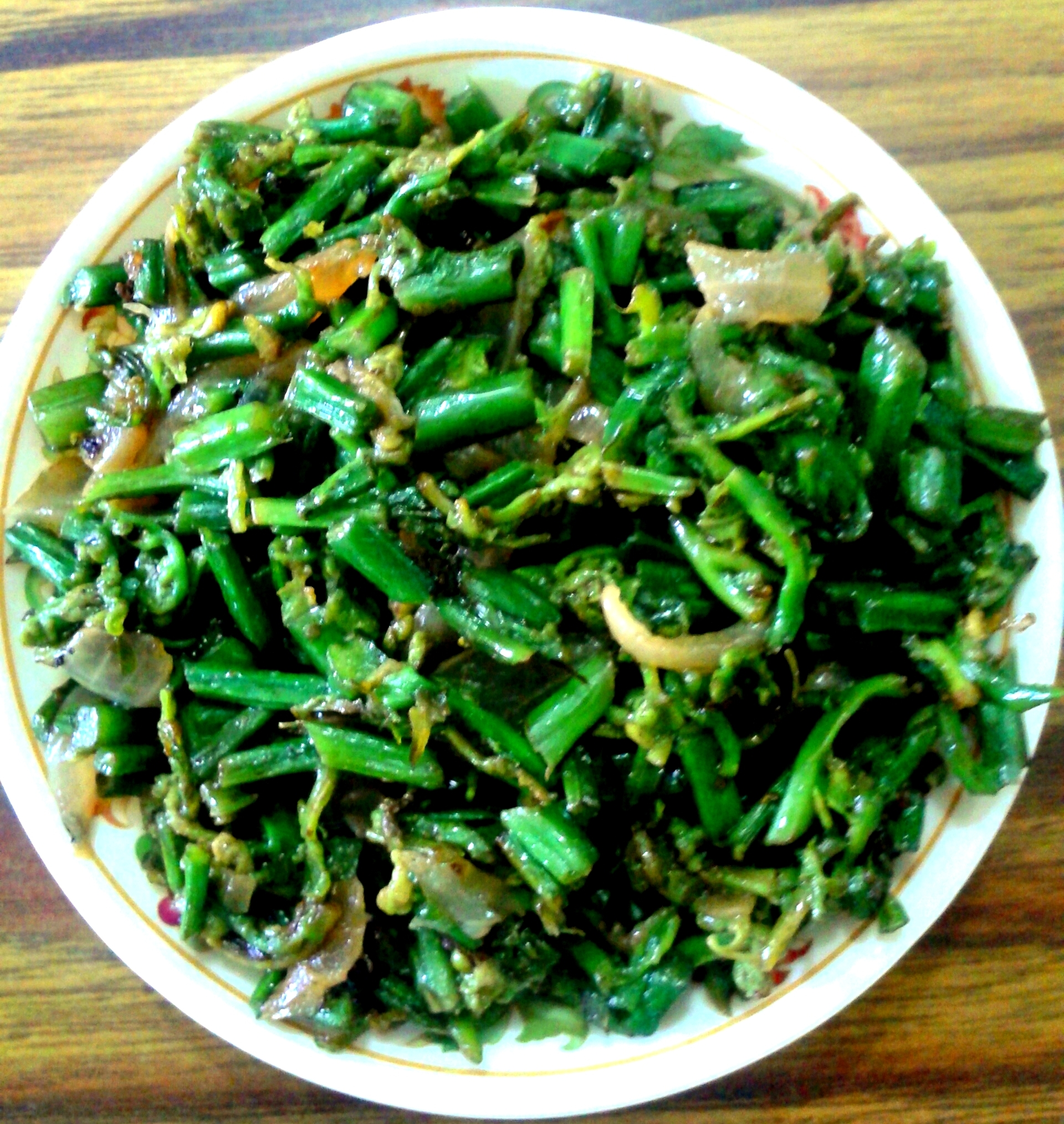
Блюдо Дхекийя, Ассам (Индия)
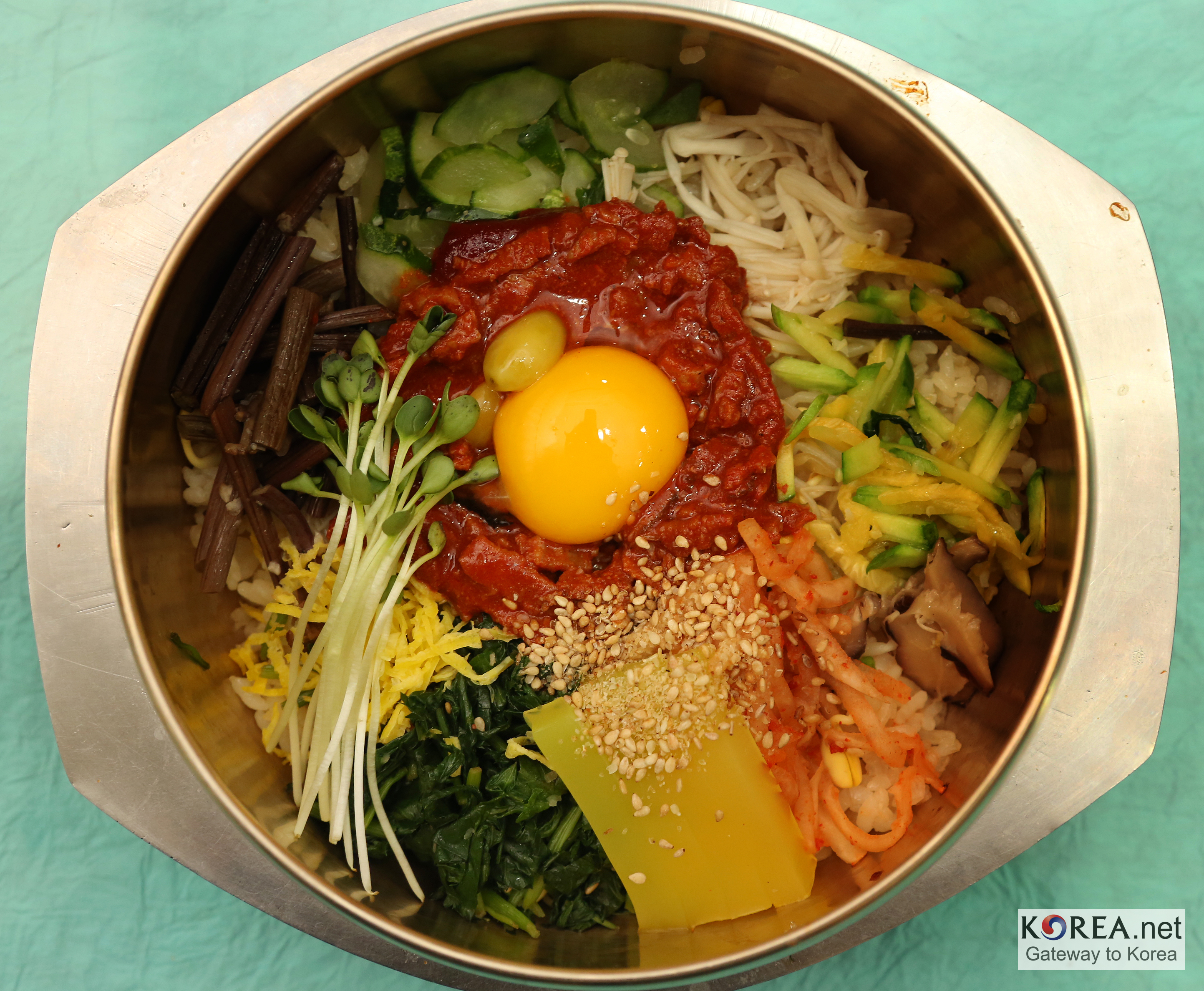
Орляк в блюде Пибимпап, Корея

## Влияние на организм
Папоротниковые рахисы богаты калием и железом, содержат омега-3 и омега-6 жирные кислоты, а также различные витамины и минералы. Они являются источником антиоксидантов и пищевых волокон (клетчатка) с низким содержанием натрия, поэтому пригодны для людей, нуждающихся в низконатриевой диете.
Папоротник орляк содержит ядовитую шикимовую кислоту и тиаминазу, — фермент который разрушает тиамин (витамин В1). Термическая обработка нейтрализует шикимовую кислоту; однако тиаминаза является термоустойчивой, и для снижения её концентрации желательно замачивание рахисов на срок не менее 12 часов в солёной воде. Тем не менее потребление орляка в большом количестве может привести к дефициту витамина B1.